# Adam Woźnica
Adam Woźnica (ur. 9 maja 1994) – polski siatkarz, grający na pozycji środkowego. Od sezonu 2019/2020 jest zawodnikiem KPS-u Siedlce.

## Sukcesy klubowe
Mistrzostwa Polski Kadetów:
- 2011[2]

Mistrzostwa Polski Juniorów:
- 2012, 2013